# San Martín Morelos
San Martín Morelos är en ort i Mexiko, tillhörande kommunen Jiquipilco i den nordvästra delen av delstaten Mexiko. Orten hade 851 invånare vid folkräkningen 2010.